# Беккар, Натали
Натали Беккар (фр. Nathalie Becquart)  — французская монахиня, сестра, заместитель секретаря Синода епископов, первая женщина с правом голоса на Синоде.

## Биография
Натали Беккар родилась в Фонтенбло в 1969 году. В 1992 году она окончила университет в Париже по специальности "предпринимательство". В 1995 году она присоединилась к конгрегации Ксавьера. Она изучала теологию и философию в Севрском центре, а также социологию в Школе углубленных исследований в области социальных наук.
Натали Беккар cтала первой женщиной, которая была назначена на пост заместителя секретаря Синода Папой Франциском в 2021 году. До этого времени женщины работали в синодах только в качестве наблюдателей и консультантов.
Она также знаменита своим призывом к включению ЛГБТ-католиков в жизнь Церкви.

## Внешние ссылки
- Сестра Натали Бекар: Синод – это духовное событие